# The Vogues

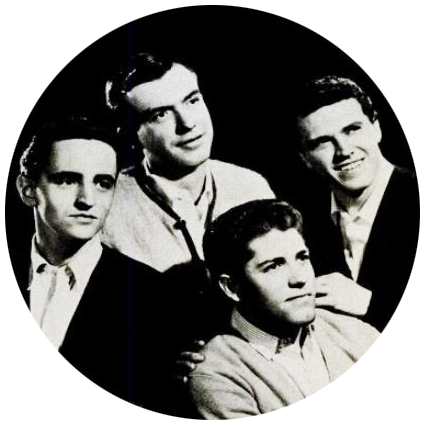
The Vogues, 1965.

The Vogues är en amerikansk vokal popgrupp bildad i Turtle Creek, Pennsylvania 1960. Gruppnamnet var då The Val-Airs. Medlemmar i gruppen var Bill Burkette (ledarbaryton), Don Miller (baryton), Hugh Geyer (tenor), och Chuck Blasko (andretenor).
Gruppen fick skivkontrakt på bolaget Co & Ce Records och slog igenom 1965 med låten "You're the One" som ursprungligen lanserats av Petula Clark. Låten hamnade på fjärdeplats på amerikanska Billboard Hot 100-listan och blev en mindre hit på svenska Tio i topp. Uppföljarsingeln "Five O'Clock World" släpptes samma år och blev lika framgångsrik i USA då den också nådde fjärde plats på singellistan. Efter mindre hitsinglar 1966 med "Magic Town" och "The Land of Milk and Honey" dröjde det fram till 1968 innan nästa framgång kom med låtarna "Turn Around, Look at Me" och "My Special Angel". De hade då bytt skivbolag till det större Reprise Records. De hade sedan mindre framgång i USA fram till 1974 då de inte sågs till på listorna längre. Återföreningar har förekommit då och då.